# Ernst II. (Regenstein)
Graf Ernst II. von Regenstein (* 26. Oktober 1568; † 12. Juli 1594) war regierender Graf der Grafschaft Regenstein mit der Herrschaft Blankenburg und Abt des Klosters Michaelstein bei Blankenburg (Harz).

## Leben
Er stammte aus dem Geschlecht der Grafen von Regenstein und war der Sohn des regierenden Grafen Ernst I. von Regenstein. Nach dem Tod des Vaters 1581 übernahm er die Regentschaft in der Harzgrafschaft Regenstein. Gleichzeitig wurde er Abt des Klosters Michaelstein. 
Ernst II. von Regenstein, der nicht verheiratet war, wurde in Blankenburg beigesetzt. Ihm folgte sein jüngerer Bruder Martin in der Regierung.